# Кринічкі
Кринічкі (пол. Kryniczki) — село в Польщі, у гміні Ізбиця Красноставського повіту Люблінського воєводства.
Населення — 225 осіб (2011).
У 1975-1998 роках село належало до Замойського воєводства.

## Демографія
Демографічна структура станом на 31 березня 2011 року:
|          | Загалом | Допрацездатний вік | Працездатний вік | Постпрацездатний вік |
| -------- | ------- | ------------------ | ---------------- | -------------------- |
| Чоловіки | 101     | 21                 | 69               | 11                   |
| Жінки    | 124     | 16                 | 66               | 42                   |
| Разом    | 225     | 37                 | 135              | 53                   |